# Румейкі (Августівський повіт)
Румейкі (пол. Rumiejki) — село в Польщі, у гміні Барглув-Косьцельний Августівського повіту Підляського воєводства.
Населення — 69 осіб (2011).
У 1975-1998 роках село належало до Сувальського воєводства.

## Демографія
Демографічна структура станом на 31 березня 2011 року:
|          | Загалом | Допрацездатний вік | Працездатний вік | Постпрацездатний вік |
| -------- | ------- | ------------------ | ---------------- | -------------------- |
| Чоловіки | 36      | 12                 | 20               | 4                    |
| Жінки    | 33      | 9                  | 16               | 8                    |
| Разом    | 69      | 21                 | 36               | 12                   |